# Luby
Luby (německy Schönbach) jsou město v okrese Cheb v Karlovarském kraji, zhruba 20 km severně od Chebu. Žije zde přibližně 2 300 obyvatel.

## Místní části
- Dolní Luby (k. ú. Dolní Luby)
- Horní Luby (k. ú. Horní Luby)
- Luby (k. ú. Luby I, Luby II a Výspa)
- Opatov (k. ú. Opatov u Lubů)

## Historie města Luby

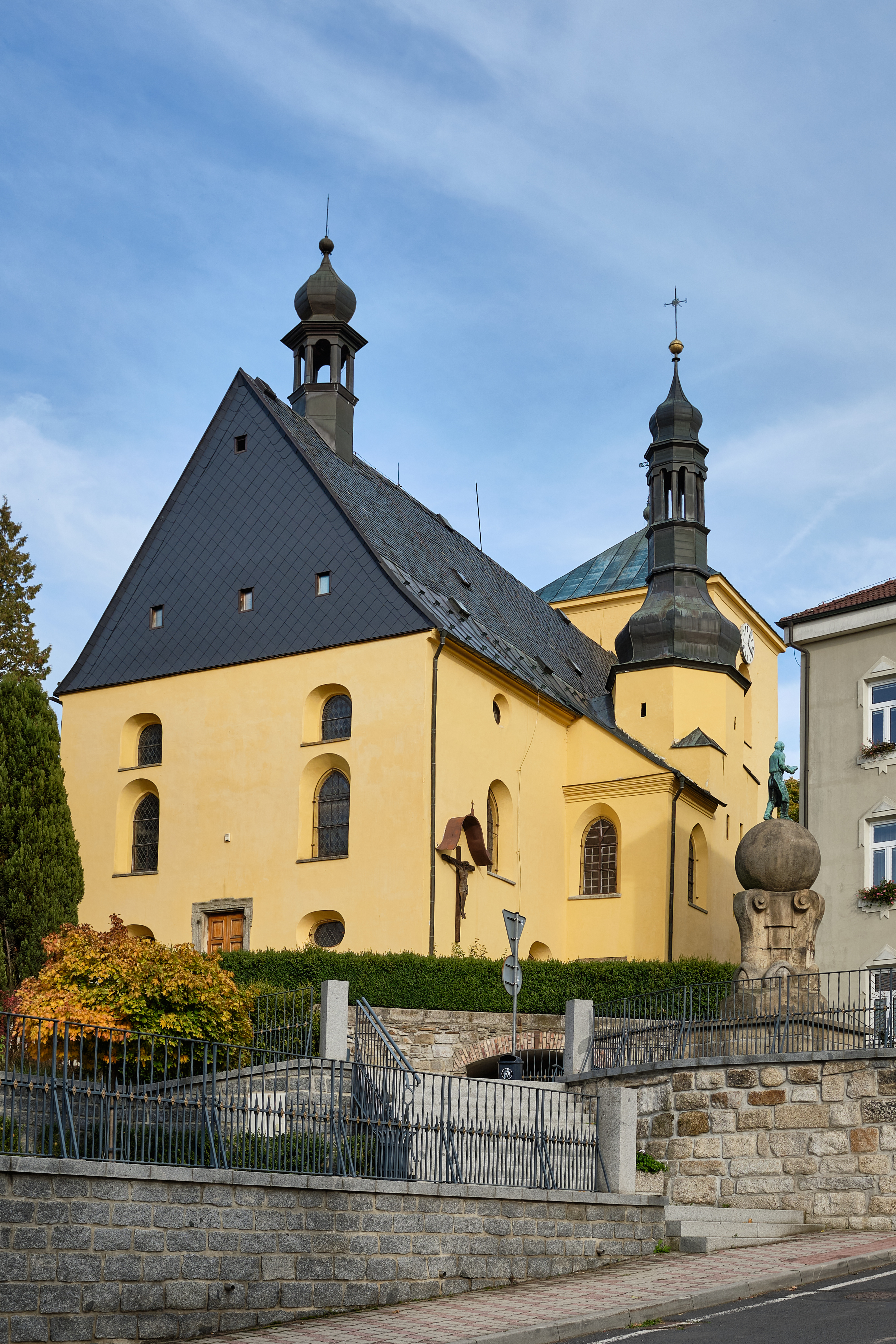
Kostel svatého Ondřeje

Období pravděpodobného prvního osídlení někdejšího Schönbachu, dnešních Lubů, lze datovat do let 1100 až 1140, kdy bylo toto území zmiňováno jako o „okolní les“ nebo o „Lubský újezd“. V této době byla tato oblast součástí pohraničního hvozdu, plošně, jen přibližně vymezené hranice mezi českou a německou stranou. Do poloviny 12. století byla oblast Lubů postupně darována cisterciáckého kláštera Valdsasy. Pravděpodobně roku 1188 zde byla zahájena stavba kostela zasvěceného jednomu z apoštolů, sv. Ondřejovi.
V blízkosti města probíhala po dlouhá staletí těžba rtuťové rudy. Doly jsou doloženy okolo roku 1230; úpadek nastal v období třicetileté války.
Roku 1319 povolil německý král Ludvík IV. Bavor opatovi valdsaského kláštera Janovi III. povýšit Schönbach z vesnice na město a obdarovat je stejnými právy, jakým se těšilo město Eger (Cheb), což vyústilo k řadě nájezdů na okolní území, které pořádali fojtové z Plavna, kteří se povýšením Schönbachu cítili poškozeni. Město proto potřebovalo ochranu, o kterou klášter požádal českého krále Jana Lucemburského, který mu roku 1322 vyhověl. Tím se Schönbach dostal poprvé aktivně do mocenské sféry českých panovníků. (Již dříve byla poskytována ochrana od Přemysla Otakara II. z roku 1265 a od Václava II. z roku 1291, ovšem byla spíše právní povahy.)
Roku 1348 se klášter ocitl ve finanční tísni a zastavil město s oběma přilehlými vesnicemi Rüdigerové ze Sparnecku a ten, aby je jako zástavu nemusel vrátit, je nabídl roku 1354 králi Karlu IV. Roku 1370 Karel IV. změnil Luby na rodinný majetek českých králů, který Václav IV. roku 1398 zastavil hrabatům ze Schwargzburgu a roku 1422 král Zikmund míšeňským markrabatům za závazek nepřetržité války s husity.
Kolem poloviny 15. století byly Luby s okolním územím uděleny Matyáši Šlikovi. Šlikové různými cestami ovládli takřka celé horní Poohří a Podkrušnohoří a vystupovali velice násilně vůči okolním sousedním panstvím. Za účast v prvním stavovském odboji roku 1547 ztratil Jeroným Šlik Luby konfiskací ve prospěch krále Ferdinanda I. a koruny.
V následujících letech došlo k několika změnám ve vlastnictví Lubů, až se město nakonec roku 1597 (nebo 1599) dostalo do dědičného držení k císařskému radovi a prokurátorovi Jindřichu Domináčkovi z Písnice (1555–1608), který si v letech 1604 až 1608 postavil na mírném návrší severozápadně od města zámek. Celý areál byl obklopen velkým parkem a krásnou alejí spojen s městem. Poslední z rodu Písniců zřídil roku 1715 ve městě chudobinec a rok nato i kapli Panny Marie. V držení Písniců zůstaly Luby až do roku 1739.
V listopadu 1739 vypukl v Lubech požár, který zničil celý střed města – kromě fary a radnice lehlo popelem ještě dalších 57 obytných domů. Další požár vypukl v roce 1865, kdy shořelo 29 domů včetně hospodářských stavení a opětovně také fara.

### 19. - 20. století
Roku 1868 zde byl otevřen poštovní úřad, v roce 1872 uveden do provozu telegraf. Roku 1873 byla otevřena Odborná hudební škola. V roce 1890 byly Luby se svými 3639 obyvateli druhým největším městem na Chebsku. Třetina obyvatel byla tehdy zaměstnána výrobou hudebních nástrojů. Roku 1899 byla uvedena do provozu městská elektrárna a roce byl 1900 zahájen provoz na železniční trati Tršnice - Luby. To podnítilo další rozvoj města. Počet obyvatel města rostl a bylo rozhodnuto o vybudování nové školy. Ta byla postavena za 9 měsíců a výuka začala v prosinci roku 1902. V roce 1911 zde byla také postavena nová hudební škola.
Během druhé světové války řada obyvatel dojížděla do Chebu do továrny na výrobu letadel; město bylo dvakrát bombardováno, ale zničeny byly pouze dvě budovy a několik dalších následným požárem. Po válce došlo k odsunu německého obyvatelstva na základě tzv. Benešových dekretů, odejít byla donucena převážná většina místních.
Český název Luby, který nahrazoval původní německý název Schönbach, mohl být údajně odvozen i od lubů hudebních nástrojů. Výroba strunných nástrojů zde má totiž dlouholetou tradici. Město patří do takzvaného Fojtského hudebního koutu. Ke dni 29. srpna 2008 zde žilo 2402 obyvatel.

### Současné Luby

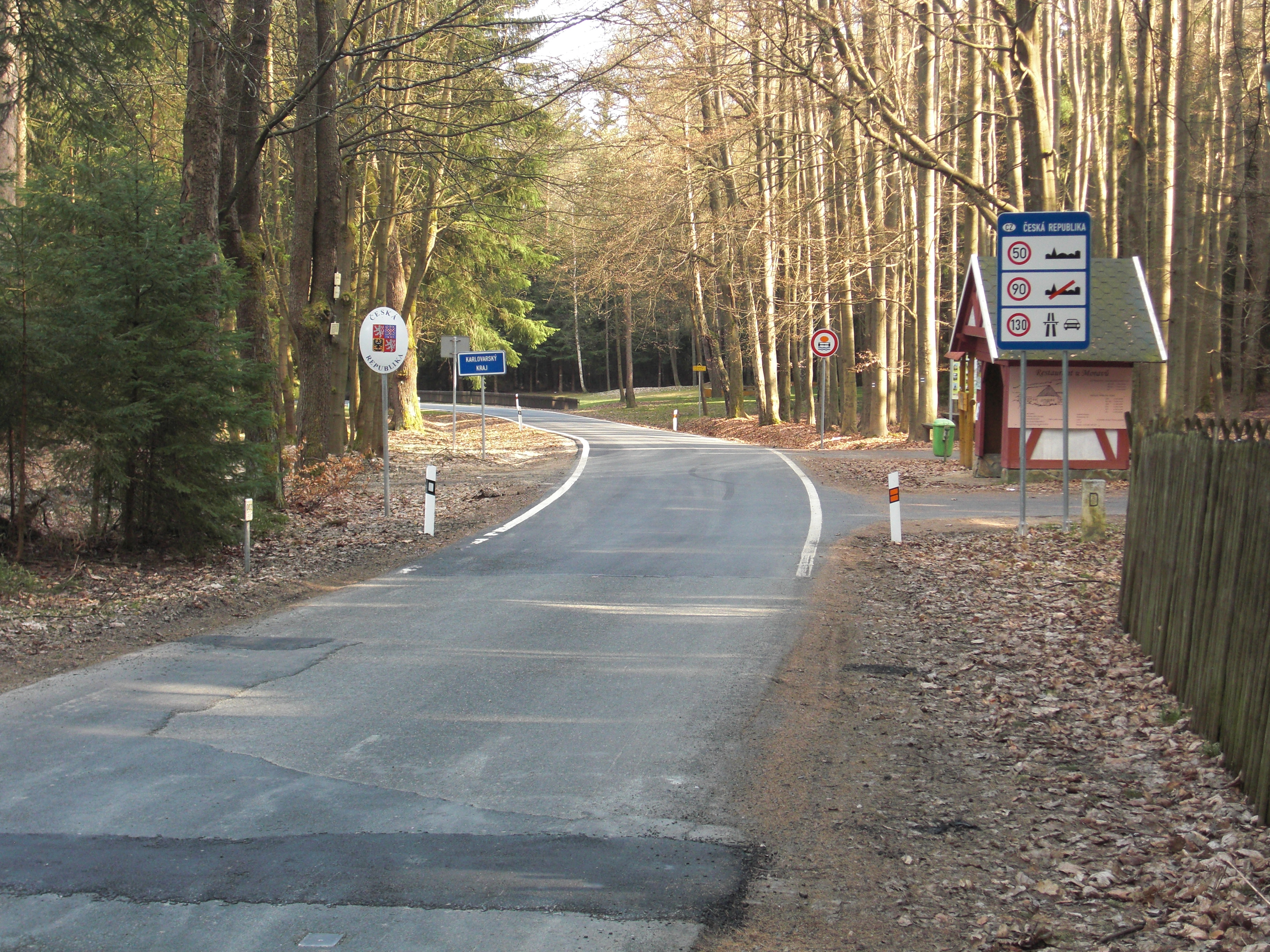
Česko-německý hraniční přechod

Po roce 1989 se v Lubech odehrálo mnoho změn. Došlo k změnám kolem místní společnosti Strunal, byl zřízen hraniční přechod.
Na severní straně města vzniklo golfové hřiště, nad ním byla postavena rozhledna. V roce 2008 byl hraniční přechod do Německa otevřen pro auta, což do Lubů přivedlo německé turisty. Roku 2015 došlo k rekonstrukci parku před Dolní školou a přístavbě bezbariérového přístupu k Lékařskému středisku na Malém náměstí.

### Významná data
- 1868 – poštovní úřad
- 1872 – telegraf
- 1873 – odborná hudební škola
- 1878 – slavnostní zahájení vyučování v nové budově obecné školy
- 1882 – nová radnice
- 1887 – vysvěcení nově založeného kostela
- 1899 – uvedena do provozu městská elektrárna
- 27. června 1900 – zahájen provoz na železniční trati Luby - Tršnice
- prosinec 1902 – otevření nové budovy školy
- 15. září 1911 – slavnostní otevření nové hudební školy
- 1919 – 600. let výročí povýšení Lubů na město (oslavy se konaly až v roce 1921, vzhledem k nepříznivé situaci)
- 1927 – oslavy u příležitosti odhalení houslařského pomníku
- 1938 – obsazení města německou armádou, téměř úplné zastavení výroby hudebních nástrojů
- 6. května 1945 – vstup vojska Americké armády do Lubů a konec války pro město
- 1945 – Cremona
- 1968 – nový areál Cremony je uveden do provozu
- 1. ledna 1995 – slavnostně otevřen turistický hraniční přechod mezi Luby a Wernetzgrünem
- 1997 – otevřena čistička
- 1998 – rozvody plynu ve městě

## Houslařství vLubech

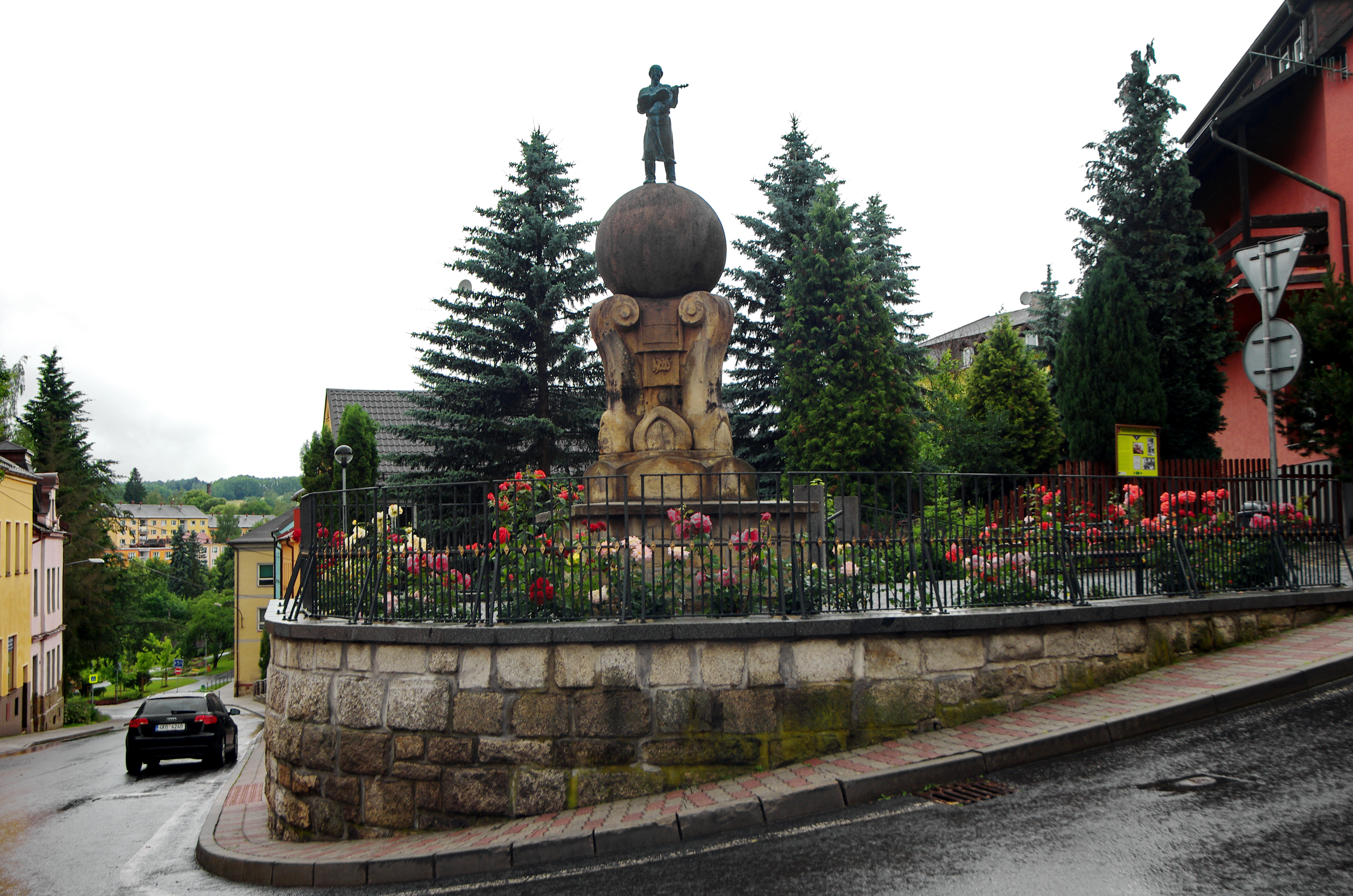
Socha houslaře v Lubech

Luby se proslavily výrobou strunných hudebních nástrojů, zejména houslí. Nelze přesně doložit, kdy tato tradice v Lubech vznikla, ale historikové se přiklánějí k počátku 17. století. Zpočátku bylo houslařství doplňkovým příjmem obyvatelstva a záhy zapustilo v této oblasti své kořeny. Od domácké malovýroby, přes manufakturu, později tovární výroby se pak stalo hlavním zdrojem obživy zdejších lidí. V roce 1921 pracovalo v hudebním průmyslu v Lubech a okolí přes 4000 lidí. V létě 1927 byl v Lubech odhalen houslařský pomník, kterým byl vzdán hold všem neznámým houslařům a výrobcům hudebních nástrojů, kteří se zasloužili o rozvoj tohoto řemesla na Lubsku.
Po roce 1938 se výroba hudebních nástrojů téměř zastavila, výrobní provozy se totiž orientovaly na válečnou výrobu. Pohromou pro houslařství v Lubech byl poválečný odsun obyvatel německé národnosti do Německa. Odejít musela převážná většina místních obyvatel, od obyčejných dělníků až po mistry. Ti s sebou odnesli zkušenosti a odbornost ve výrobě hudebních nástrojů. Proto musela být po skončení války vybudována místními občany nová základna lubského nástrojářského průmyslu. Již koncem 19. století se zdejší výroba hudebních nástrojů (hlavně houslí) stala světoznámou pod označením Cremona a pod tímto názvem se znovu začínalo v roce 1945. Zpočátku se vyrábělo v menších provozovnách, v roce 1968 byl postaven nový závod.
Po roce 1989 z Cremony vznikla společnost s ručením omezeným s názvem Strunal, byly založeny další menší soukromé firmy orientující se na výrobu hudebních nástrojů. Stále zde také přetrvává mistrovská výroba. Od roku 2008 se však Strunal potýká s nedostatkem odbytu a dalšími problémy. V roce 2015 změnil Strunal majitele způsobem, který obyvetle Lubů rozdělil na dva tábory.[zdroj?] Pod novým vedením dochází k novému rozkvětu a k rozšiřování výroby.[zdroj?] V roce 2016 došlo k přejmenování na Strunal Schönbach. V srpnu roku 2020 ukončila firma kvůli finančním potížím výrobu.

## Obyvatelstvo
| Rok            | 1869  | 1880  | 1890  | 1900  | 1910  | 1921  | 1930  | 1950  | 1961  | 1970  | 1980  | 1991  | 2001  | 2011  |
| -------------- | ----- | ----- | ----- | ----- | ----- | ----- | ----- | ----- | ----- | ----- | ----- | ----- | ----- | ----- |
| Počet obyvatel | 2 986 | 3 293 | 3 964 | 4 494 | 5 186 | 4 812 | 5 036 | 2 280 | 1 978 | 2 317 | 2 447 | 2 347 | 2 328 | 2 106 |
| Počet domů     | 359   | 384   | 461   | 483   | 560   | 585   | 733   | 712   | 509   | 402   | 389   | 406   | 429   | 451   |

| Rok            | 1869  | 1880  | 1890  | 1900  | 1910  | 1921  | 1930  | 1950  | 1961  | 1970  | 1980  | 1991  | 2001  | 2011  |
| -------------- | ----- | ----- | ----- | ----- | ----- | ----- | ----- | ----- | ----- | ----- | ----- | ----- | ----- | ----- |
| Počet obyvatel | 4 072 | 4 534 | 5 404 | 5 962 | 6 785 | 6 262 | 6 522 | 2 515 | 2 283 | 2 551 | 2 644 | 2 509 | 2 478 | 2 197 |
| Počet domů     | 484   | 526   | 619   | 657   | 744   | 772   | 945   | 927   | 509   | 462   | 435   | 458   | 481   | 504   |

## Pamětihodnosti
- Kostel sv. Ondřeje a socha sv. Ondřeje před kostelem
- Sloup se sousoším Panny Marie
- Kaple Panny Marie
- Lubská lípa
- Socha houslaře

## Významné osobnosti
- Herta Huber (* 24. ledna 1926), spisovatelka a básnířka, publikovala zejména v tzv. egerlandském nářečí